# Marquette Heights
Marquette Heights es una ciudad ubicada en el condado de Tazewell en el estado estadounidense de Illinois. En el Censo de 2010 tenía una población de 2824 habitantes y una densidad poblacional de 1.103,6 personas por km².

## Geografía
Marquette Heights se encuentra ubicada en las coordenadas 40°37′6″N 89°36′17″O / 40.61833, -89.60472. Según la Oficina del Censo de los Estados Unidos, Marquette Heights tiene una superficie total de 2.56 km², de la cual 2.56 km² corresponden a tierra firme y (0%) 0 km² es agua.

## Demografía
Según el censo de 2010, había 2824 personas residiendo en Marquette Heights. La densidad de población era de 1.103,6 hab./km². De los 2824 habitantes, Marquette Heights estaba compuesto por el 96.95% blancos, el 0.5% eran afroamericanos, el 0.14% eran amerindios, el 0.81% eran asiáticos, el 0% eran isleños del Pacífico, el 0.25% eran de otras razas y el 1.35% pertenecían a dos o más razas. Del total de la población el 1.66% eran hispanos o latinos de cualquier raza.